# Герб Ямайки
Герб Ямайки — офіційний геральдичний символ держави Ямайки.
Герб Ямайка успадкувала від британців з невеликими модифікаціями. Герб було надано Ямайці у 1661 році під Королівським Ордером. Оригінал було розроблено Вільямом Сенкрофтом, тоді Архієпископом Кентерберійським.
Зображений на гербовому щиті червоний хрест на білому полі — «хрест Святого Георга» — взятий зі старого англійського прапора і нагадує про багатовікові зв'язки з Великою Британією (Ямайка і нині є британським домініоном). Ананаси, поміщені на щиті, не грали і не грають великої ролі в господарстві та вирощуються у незначній кількості. Вони символізують тропічну рослинність і сільське господарство в цілому. Фігури, що підтримують щит нагадують про трагічну історію Ямайки, це фігури корінних жителів острова — індіанців-араваків, повністю винищених іспанцями ще у XVI столітті (згодом на їх місце англійці завезли негрів-рабів з Африки). Кошик з плодами та фруктами в руках індіанки та лук у руках індіанця нагадують про їх основне заняттях — землеробство і полювання. Досить бідну фауну Ямайки представляє на гербі гостромордий крокодил, що стоїть на колоді. Він позначає місцеву флору. Шолом над щитом традиційний для гербів колишніх британських володінь, кольору вінка відповідають кольорам поля і хреста на щиті, а колір намету — кольорам цього поля і ананасів.
Девіз — Out of many, one people (англійською мовою означає «З багатьох — єдиний народ»). Він висловлює прагнення до єдності та згуртування різних національних й расових груп населення.
Існує і спрощений варіант герба: гербовий щит, оточений двома державними прапорами і увінчаний стрічкою з девізом.

## Історичні герби

Герб Ямайки 1875 — 1906.
Герб Ямайки з 1906 по 8 квітня 1957.
Герб Ямайки з 8 квітня 1957 по 13 липня 1962.
Герб Ямайки з 13 липня 1962 по 6 серпня 1962.